# Cercle des mycologues de Montréal
Fondé en 1950, le Cercle des mycologues de Montréal est une association de mycologues amateurs et professionnels de la région de Montréal, au Québec. Il compte aujourd’hui parmi
les plus importants cercles mycologiques en Amérique du Nord.

## Fongarium
Depuis 1988, le Cercle des mycologues de Montréal possède un fongarium qui contient plus de 8000 collections de macrochampignons séchés, dont plus de 2000 espèces. Il est présentement basé au Centre sur la Biodiversité de l’Université de Montréal, situé au Jardin botanique de Montréal. 
Les informations et photos liées aux spécimens de ce fongarium sont disponibles publiquement via le projet Canadensys, qui réunit diverses collections biologiques canadiennes.

## Activités éducatives
Le Cercle des mycologues de Montréal organise des excursions de découverte, des cours de divers niveaux et des expositions dans le but de promouvoir l’étude et la connaissance des macromycètes.

## Inventaire
Le Cercle des mycologues de Montréal a mis en place un projet d'inventaire de la réserve écologique du Boisé-des-Muir, qui a permis d'y identifier plus de 446 espèces de macromycètes entre 2011 et 2013. 

## Annexe